# Eurodryas pellucida
Eurodryas pellucida är en fjärilsart som beskrevs av Hugo Theodor Christoph 1893. Eurodryas pellucida ingår i släktet Eurodryas och familjen praktfjärilar. Inga underarter finns listade i Catalogue of Life.